# Sekundærrute 503
Sekundærrute 503 er en rutenummereret landevej i Midtjylland.
Ruten går fra Randers til Vejrum Nørremark ved Viborg.
Rute 503 har en længde på ca. 34 km.